# Good Vibes
"Good Vibes" é uma canção da cantora e compositora brasileira Luísa Sonza. Seu lançamento ocorreu em 26 de maio de 2017, através da Non Stop, Tribo Produções e Universal Music, servindo como primeiro single do seu EP homônimo de estreia.

## Fundo
Após brilhar com suas interpretações marcantes de covers de grandes sucessos da música nacional e internacional em seu canal no YouTube, Luísa Sonza resolveu lançar "Good Vibes", sendo essa sua primeira canção autoral.

## Videoclipe
O videoclipe da faixa foi lançado em 26 de maio de 2017, no canal oficial de Sonza no YouTube. O vídeo foi gravado em Fernando de Noronha, Pernambuco.
Um vídeo com uma versão acústica da faixa também foi lançado.

## Lista de faixas
Download digital
1. "Good Vibes" – 3:25

Versão Acústica
1. "Good Vibe (Acústico)" – 3:24